# Maelstrom

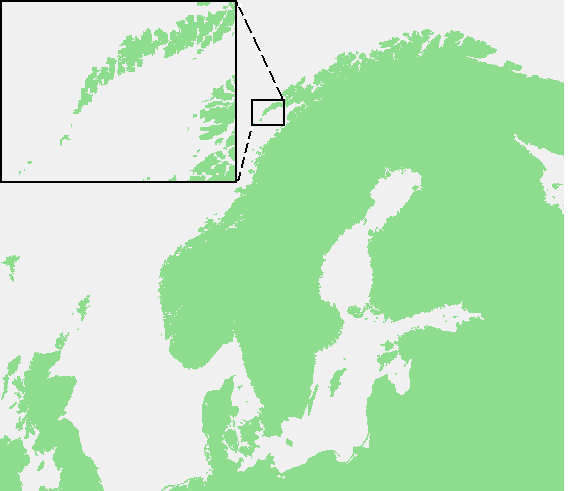
Ubicación del Maelstrom o Moskstraumen al sur de las islas Lofoten, Noruega.

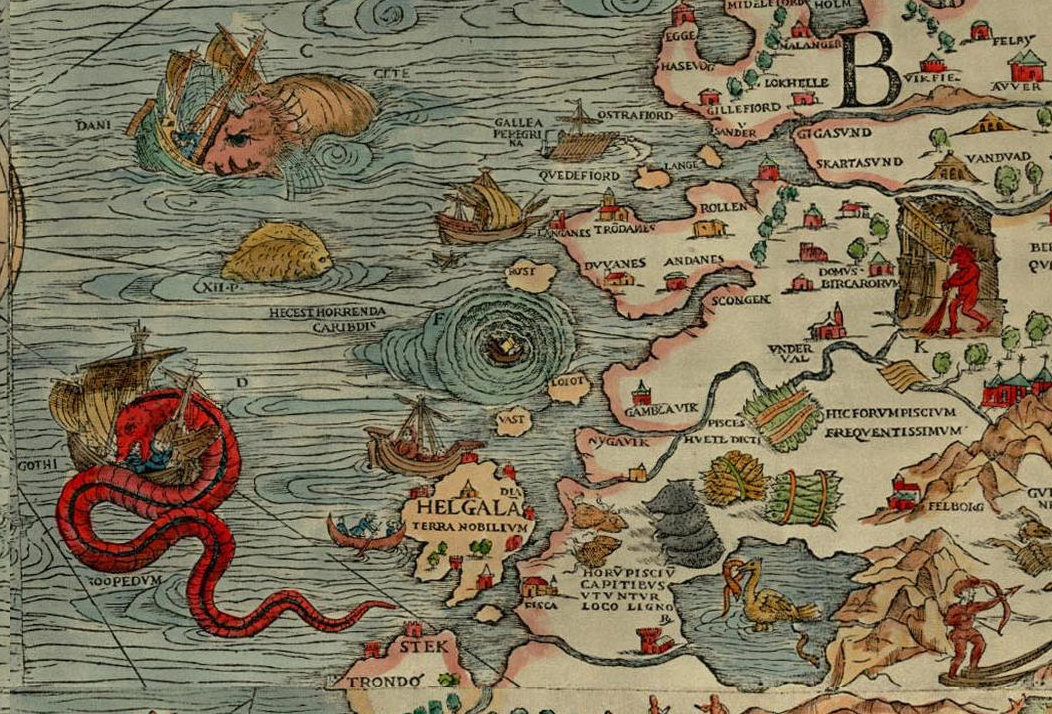
Antigua Carta Marina referente al Maelstrom —'Moskenesstraumen— realizada por el obispo sueco Olaus Magnus.

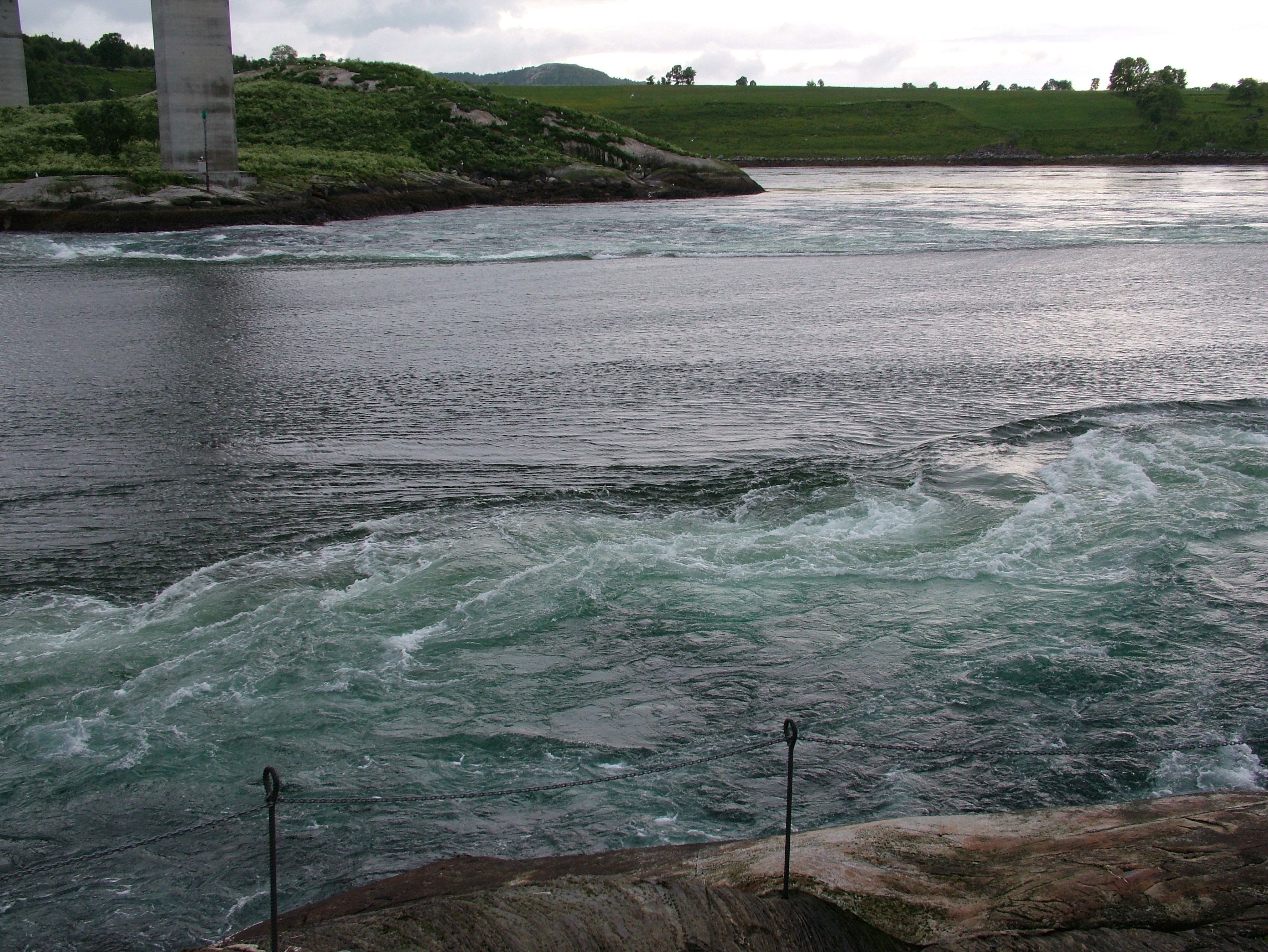
Maelstrom de Saltstraumen.

Maelstrom es un gran remolino que se halla en las costas meridionales del archipiélago noruego de las islas Lofoten, en la provincia de Nordland. Con más precisión, se le ubica entre las islas Sorland y Væroy de dicho archipiélago, en la latitud de los 67°48′05″N 12°47′49″E / 67.80139, 12.79694. Se forma por la conjunción de las fuertes corrientes que atraviesan el estrecho entre las islas mencionadas y la gran amplitud de las mareas.
El nombre maelstrom deriva de la palabra compuesta neerlandesa malen (triturar) y stroom (corriente), es decir: «corriente trituradora», en noruego el nombre más frecuente es Moskstraumen o Moskenstraumen (corriente de la isla Mosken).
Antaño era muy peligroso para la navegación; las descripciones del maelstrom realizadas por Edgar Allan Poe y Julio Verne lo describen como un gigantesco vórtice circular que llega al fondo del océano. En realidad, se trata de un conjunto de corrientes y contracorrientes de gran oleaje que discurren a lo largo de unos 18 km.
El maelstrom está directamente relacionado con las fuertes corrientes de marejadas llamadas Saltstraumen.
La existencia de estas corrientes ha dado lugar a explicaciones míticas en las Eddas escandinavas.
Es junto al Caribdis uno de los remolinos más célebres de la historia y la literatura.

## En pintura
En 1999, el pintor alemán Ingo Kühl visitó Lofoten, instaló un estudio provisional en Reine en un rorbu y pintó Moskstraumen.

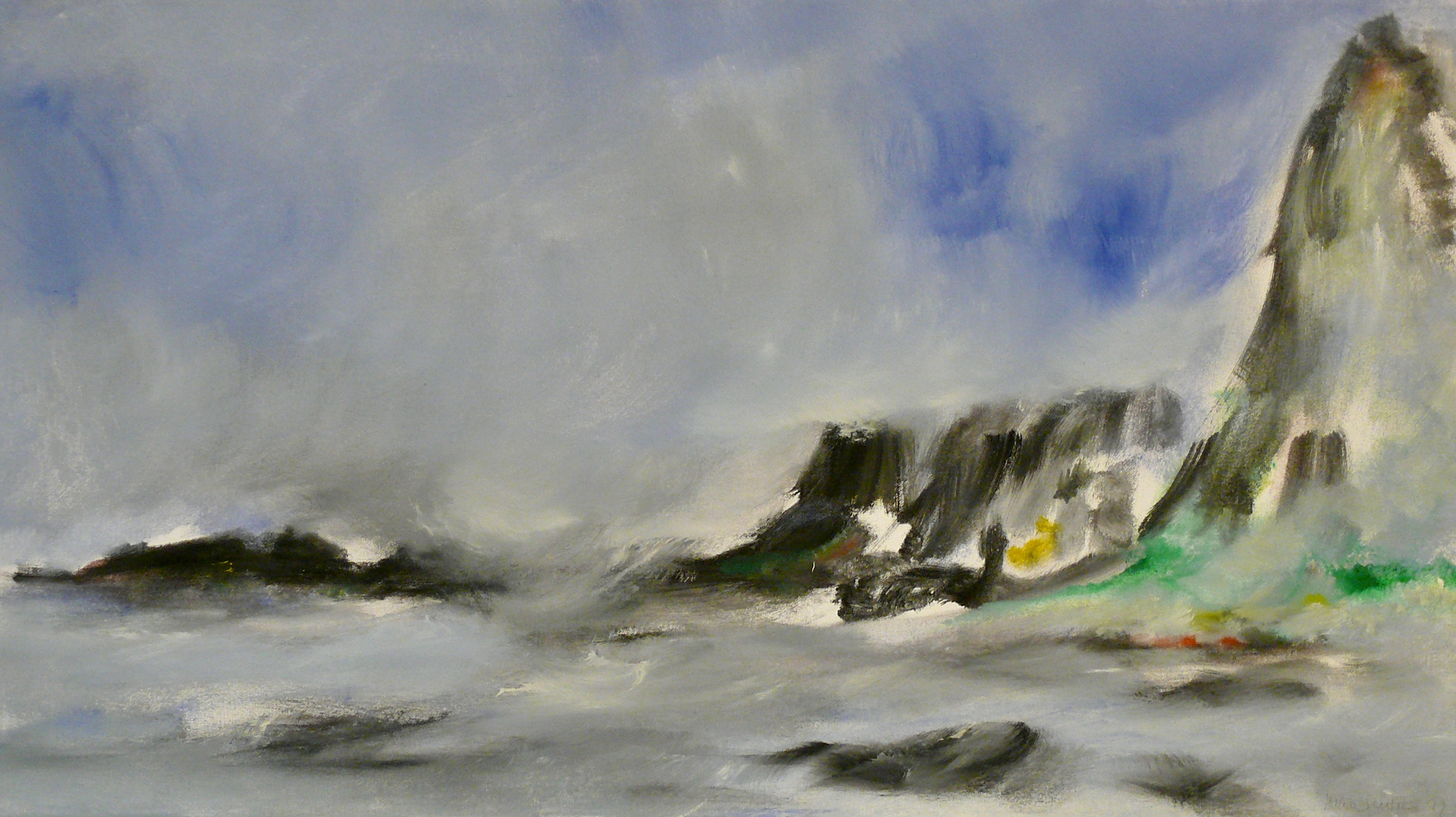
Moskstraumen I, pintura al óleo de Ingo Kühl

## Descripción
En las mareas no hay realmente un movimiento de traslación de agua, aunque a veces se da un tipo de corriente giratoria debido a mareas especiales denominadas maelstrom, típico en las islas Lofoten, y que se debe al encuentro en sentido contrario de las aguas de bajamar con las del pleamar de la marea siguiente. Cuando se dan ciertas condiciones las islas Lofoten represan las aguas procedentes del norte de la marea anterior, que van originando una corriente a lo largo de un estrecho entre las islas principales, que puede durar hasta que se llega al pleamar de la marea siguiente, en el que el ascenso de las aguas se produce hacia el sur de dichas islas, por lo que se produce una especie de choque entre las dos corrientes que empiezan a girar en espiral en sentido antihorario (en el hemisferio norte) formando el maelstrom o remolino oceánico, en el cual las dos corrientes se anulan hasta invertirse, con lo que el agua se dirige hacia el norte y el ciclo vuelve a repetirse. 
El mismo proceso se ha producido de manera artificial en el estuario del río Rance, en Francia, para aprovechar las mareas tan intensas en la costa atlántica de este país. En dicho río se construyeron varias represas que almacenaban las aguas marinas durante la pleamar para llenarlas y la bajamar para vaciar tanto las aguas marinas como las fluviales del propio río: en ambos casos, la diferencia de altura se aprovechaba para generar electricidad y el escalonamiento de las represas servía para mantener siempre en producción la central de energía mareomotriz.
- Datos: Q3262334